# Rain Man
Rain Man (Brasil: Rain Man / Portugal: Rain Man - Encontro de Irmãos) é um filme norte-americano de 1988 do gênero drama, dirigido por Barry Levinson.
O filme foi inspirado na vida e obra de Kim Peek, entretanto, não se trata de uma cinebiografia dele.

## Sinopse
Conta a história de Charlie Babbitt, um jovem que viaja a um hospital psiquiátrico para tentar descobrir quem é o beneficiário da fortuna que seu pai deixara ao falecer, já que para Charlie ele deixara apenas rosas premiadas e um carro. Ao chegar ao hospital, Charlie descobre que o beneficiário é Raymond, um irmão mais velho autista de quem nunca ouvira falar. Para garantir o dinheiro da herança, Charlie se aproxima de Raymond, disposto a brigar judicialmente pela guarda legal do irmão.

## Elenco principal
- Dustin Hoffman como Raymond Babbitt
- Tom Cruise como Charlie Babbitt
- Valeria Golino como Susanna
- Gerald R. Molen como Dr. Bruner
- Jack Murdock como John Mooney
- Michael D. Roberts como Vern
- Ralph Seymour como Lenny
- Lucinda Jenney como Iris
- Bonnie Hunt como Sally Dibbs
- Barry Levinson como Médico

## Produção
Steven Spielberg era o escolhido para dirigir Rain Man, mas ele resolveu abandonar o projeto após seis meses de desenvolvimento para se dedicar a Indiana Jones e a Última Cruzada.

## Principais prêmios e indicações
| Prêmio                                     | Categoria                               | Nomeado(s)                  | Resultado |
| ------------------------------------------ | --------------------------------------- | --------------------------- | --------- |
| Oscar                                      | Melhor Filme                            | Mark Johnson                | Venceu    |
| Oscar                                      | Melhor Direção                          | Barry Levinson              | Venceu    |
| Oscar                                      | Melhor Ator                             | Dustin Hoffman              | Venceu    |
| Oscar                                      | Melhor Roteiro (original)               | Ronald Bass e Barry Morrow  | Venceu    |
| Oscar                                      | Melhor Direção de Arte                  | Ida Random e Linda DeScenna | Indicado  |
| Oscar                                      | Melhor Fotografia                       | John Seale                  | Indicado  |
| Oscar                                      | Melhor Montagem                         | Stu Linder                  | Indicado  |
| Oscar                                      | Melhor Banda Sonora                     | Hans Zimmer                 | Indicado  |
| Globo de Ouro                              | Melhor Filme - Drama                    | Melhor Filme - Drama        | Venceu    |
| Globo de Ouro                              | Melhor Ator em Filme – Drama            | Dustin Hoffman              | Venceu    |
| Globo de Ouro                              | Melhor Realização/Direção               | Barry Levinson              | Indicado  |
| Globo de Ouro                              | Melhor Argumento/Roteiro                | Ronald Bass e Barry Morrow  | Indicado  |
| BAFTA                                      | Melhor Ator                             | Dustin Hoffman              | Indicado  |
| BAFTA                                      | Melhor Roteiro Original                 | Ronald Bass e Barry Morrow  | Indicado  |
| BAFTA                                      | Melhor Edição                           | Stu Linder                  | Indicado  |
| Festival Internacional de Cinema de Berlim | Urso de Ouro                            | Barry Levinson              | Venceu    |
| Festival Internacional de Cinema de Berlim | Berliner Morgenpost Readers' Jury Award | Barry Levinson              | Venceu    |
| César                                      | Melhor Filme Estrangeiro                | Barry Levinson              | Indicado  |

## Spin-offs
O filme foi adaptado ao teatro por Dan Gordon e teve versões em diversos países como Argentina, Inglaterra, Austrália e inclusive no Brasil em 2013, onde foi dirigido por José Wilker e interpretado por Marcelo Serrado, Rafael Infante e Fernanda Paes Leme.

## Origem do nome
Barry Morrow, o escritor do roteiro de "Rain Man", escolheu o título do filme folheando um livro de nomes para descobrir qual nome soava melhor quando mal pronunciado.
Neste filme, Raymond é chamado de " Rain Man", que é o nome que seu irmão mais novo, Charlie, deu-lhe, porque era parecido com uma criança quando não conseguia pronunciar seu nome "Raymond".
Ele reduziu Raymond a Rain Man.